# دوك (كارولاينا الشمالية)
دوك (بالإنجليزية: Duck, North Carolina)‏ هي معلم جغرافي تقع في الولايات المتحدة في مقاطعة دير. يقدر عدد سكانها بـ 369 نسمة وترتفع عن سطح البحر 2 متر.

## التركيبة السكانية
حدّد مكتب تعداد الولايات المتحدة بيانات التركيبة السكانية لدوك في تعداد الولايات المتحدة. في ما يلي، التركيبة السكانية حسب تعدادي 2000 و2010.

### تعداد عام 2010
بلغ عدد سكان دوك 369 نسمة بحسب تعداد عام 2010، وبلغ عدد الأسر 189 أسرة وعدد العائلات 114 عائلة مقيمة في البلدة. في حين سجلت الكثافة السكانية 38.3 نسمة لكل كيلومتر مربع (99.2/ميل2). وبلغ عدد الوحدات السكنية 2,722 وحدة بمتوسط كثافة قدره 282.7 لكل كيلومتر مربع (732.2/ميل2).
وتوزع التركيب العرقي للبلدة بنسبة 96.21% من البيض و0.27% من الأمريكيين الأصليين و1.08% من الأمريكيين ذوي الأصول الآسيوية و1.63% من الأعراق الأخرى و0.81% من عرقين مختلطين أو أكثر و2.71% من الهسبانيون أو اللاتينيون من أي عرق.
بلغ عدد الأسر 189 أسرة كانت نسبة 12.7% منها لديها أطفال تحت سن الثامنة عشر تعيش معهم، وبلغت نسبة الأزواج القاطنين مع بعضهم البعض 52.9% من أصل المجموع الكلي للأسر، ونسبة 5.8% من الأسر كان لديها معيلات من الإناث دون وجود شريك،  بينما كانت نسبة 1.6% من الأسر لديها معيلون من الذكور دون وجود شريكة وكانت نسبة 39.7% من غير العائلات. تألفت نسبة 32.3% من أصل جميع الأسر من عدة أفراد يعيشون في نفس المنزل ونسبة 13.2% كانت تتألف من شخص يعيش بمفرده يبلغ من العمر 65 عاماً أو أكثر. وبلغ متوسط حجم الأسرة المعيشية 1.95، أما متوسط حجم العائلات فبلغ 2.40.
بلغ العمر الوسطي للسكان 58.6 عاماً. وكانت نسبة 10.8% من القاطنين تحت سن الثامنة عشر، وكانت نسبة 4.9% بين الثامنة عشر والرابعة والعشرين عاماً، ونسبة 15.4% كانت واقعةً في الفئة العمرية ما بين الخامسة والعشرين والرابعة والأربعين عاماً، ونسبة 33.3% كانت ما بين الخامسة والأربعين والرابعة والستين، ونسبة 35.5% كانت ضمن فئة الخامسة والستين عاماً فما فوق. وتوزع التركيب الجنسي للسكان بنسبة 49.9% ذكور و50.1% إناث.

## المناخ
يظهر الجدول التالي التغييرات المناخية على مدار السنة لدوك:
| البيانات المناخية لـدوك | البيانات المناخية لـدوك | البيانات المناخية لـدوك | البيانات المناخية لـدوك | البيانات المناخية لـدوك | البيانات المناخية لـدوك | البيانات المناخية لـدوك | البيانات المناخية لـدوك | البيانات المناخية لـدوك | البيانات المناخية لـدوك | البيانات المناخية لـدوك | البيانات المناخية لـدوك | البيانات المناخية لـدوك | البيانات المناخية لـدوك |
| الشهر                   | يناير                   | فبراير                  | مارس                    | أبريل                   | مايو                    | يونيو                   | يوليو                   | أغسطس                   | سبتمبر                  | أكتوبر                  | نوفمبر                  | ديسمبر                  | المعدل السنوي           |
| ----------------------- | ----------------------- | ----------------------- | ----------------------- | ----------------------- | ----------------------- | ----------------------- | ----------------------- | ----------------------- | ----------------------- | ----------------------- | ----------------------- | ----------------------- | ----------------------- |
| المتوسط اليومي °ف (°م)  | 45 (7)                  | 44 (7)                  | 46 (8)                  | 59 (15)                 | 67 (19)                 | 74 (23)                 | 71 (22)                 | 74 (23)                 | 75 (24)                 | 69 (21)                 | 59 (15)                 | 52 (11)                 | 61 (16)                 |
| المصدر: NOAA            |                         |                         |                         |                         |                         |                         |                         |                         |                         |                         |                         |                         |                         |